# Ministerio de Cultura (Tailandia)
El Ministerio de Cultura (Abrv: MOC; en tailandés: กระทรวงวัฒนธรรม, rtgs: Krasuang Watthanatham) es un organismo gubernamental tailandés responsable de la supervisión de la cultura, la religión y el arte en Tailandia. Su presupuesto para el año fiscal 2019 fue de 8.209,4 millones de baht.
El actual ministro a cargo es Sermsak Pongpanit, del partido Pheu Thai, desde el 1 de septiembre de 2023.

## Historia
La División de Cultura se estableció en 1938 bajo el Departamento de Bellas Artes de Tailandia. En 1952 se convirtió en Ministerio de Cultura con el Departamento de Bellas Artes como organismo subordinado. En 1958 pasó a llamarse División de Cultura y quedó bajo los auspicios del Ministerio de Educación (MOE). En 2002, se restableció como Ministerio de Cultura.
En julio de 2019, Itthiphol Khunpluem, exalcalde de Pattaya, fue nombrado Ministro de Cultura.

## Organización departamental
- Oficina del Ministro.
- Oficina del Secretario Permanente.
- Dirección Provincial de Cultura.
- Departamento de Asuntos Religiosos.
- Departamento de Bellas Artes de Tailandia.
  - Biblioteca Nacional de Tailandia.
  - Archivos Nacionales de Tailandia son una agencia del gobierno tailandés dependiente del Departamento de Bellas Artes, establecida en 1916 (BE 2459) como una sección de la Biblioteca Nacional de Tailandia. Funciona como una división del departamento de Bellas Artes desde 1952 (BE 2495).
  - Oficina de Artes Escénicas.
- Departamento de Promoción Cultural.
  - Junta de Censura Cinematográfica (FCB).
- Oficina de Arte y Cultura Contemporánea.
- Instituto Bunditpatanasilpa.

## Organizaciones asociadas
- Centro Antropológico Princess Maha Chakri Sirindhorn
- Thai Film Archive
- Moral Promotion Center
- Office of Media Fund

## Controversia porHistory of the Thai Nation
La Junta Militar de Tailandia fue criticada por un libro de texto de historia que ordenó escribir al Departamento de Bellas Artes del ministerio. El libro, titulado History of the Thai Nation, afirmaba que los militares habían establecido la «verdadera democracia» en Tailandia y habían eliminado la corrupción.
En 2015, el Departamento de Bellas Artes del ministerio publicó History of the Thai Nation (thai: ประวัติศาสตร์ชาติไทย; RTGS: prawat sat chat thai) por orden del Consejo Nacional para la Paz y el Orden (NCPO). El NCPO quería un nuevo libro de historia que cubriera los últimos 400 años para fomentar la «reconciliación nacional». El libro fue escrito en dos meses. En la página 195, el texto dice: «El general Prayut Chan-o-cha, como Primer Ministro, ha llevado a cabo una política de reforma del país, reformando la política para que sea verdaderamente una democracia, eliminando la corrupción y utilizando principios morales para dirigir el país a ser verdaderamente una democracia». En la página 197 continúa diciendo: «Después del Golpe de Estado, el general Prayut se convirtió en Primer Ministro. Ha tratado de desarrollar el país y reformar la política tailandesa para convertirla en una democracia real. El general Prayut ha utilizado principios morales, erradicando la corrupción para devolver la democracia al país».
El libro sostiene que el NCPO se vio obligado a dar el golpe de 2014 para poner fin al caos político provocado por el Gobierno Civil de la época. Se publicaron diez mil copias del libro a un costo de un millón de baht. En el lanzamiento se vendieron veinte copias autografiadas por Prayut. En noviembre de 2017, el Primer Ministro ordenó al Departamento de Bellas Artes que enviara 100 copias del libro a cada una de las provincias de Tailandia. Un destacado crítico de la junta acusó que «el contenido del libro es engañoso y conducirá a la distorsión de la historia del país [si no se corrige]». El Ministerio de Cultura planea traducir el libro al inglés para distribuirlo a las embajadas tailandesas en todo el mundo.